# Hasse-diagram
A matematikában a Hasse-diagram a részbenrendezett halmazok ábrázolására használt ábra.
Egy tetszőleges {\displaystyle (M,\leq )} részbenrendezett halmaz Hasse-diagramja olyan irányított gráf, amelyben a részbenrendezett halmaz {\displaystyle M} alaphalmazának az elemei alkotják a gráf pontjait, és a gráfban az {\displaystyle a} és {\displaystyle b} pontok között pontosan akkor halad él, ha {\displaystyle a<b} teljesül és nincs olyan {\displaystyle c} elem, amelyre {\displaystyle a<c<b} teljesülne az adott részbenrendezésben. Az él irányítását a diagramon úgy ábrázoljuk, hogy a {\displaystyle b} pontot az {\displaystyle a} pont fölött helyezzük el. Ezzel az elrendezéssel azért lehet ábrázolni az élek irányítását, mert a Hasse-diagram körmentes. A reflexivitásból adódó hurokéleket a diagramon nem ábrázoljuk.

## Példák

### Oszthatóság
Egy természetes szám osztóit ábrázolhatjuk Hasse-diagram segítségével, hiszen az oszthatóság relációja részbenrendezés. Az alábbi gráf a 60 osztóinak a Hasse-diagramját ábrázolja.

### Osztályozás
Az {1, 2, 3, 4} halmaz osztályozásai, az osztályozás fokozatos „finomítása” által létrehozott részbenrendezéssel

## S = {a,b,c,d}
|  |  |  |  |  |

## Lásd még
- Háló

## Külső hivatkozások
- Alice és Bob - 19. rész: Alice és Bob ideáljai
- Hasse-diagram a MathWorld oldalán